# Bybe
Bybe is een kevergeslacht uit de familie van de boktorren (Cerambycidae). De wetenschappelijke naam van het geslacht werd voor het eerst geldig gepubliceerd in 1866 door Pascoe.

## Soorten
Bybe is monotypisch en omvat slechts de volgende soort:
- Bybe parmenoides Pascoe, 1866